# Lijst van Virtual Console-spellen voor de Wii (PAL-regio)
Hieronder staat een complete lijst van spellen van de Virtual Console, op platform gerangschikt.

## Arcadespel(500 Nintendo punten)
Er zijn 20 spellen te koop:
| Titel                                                   | Uitgever           | EU releasedatum | AU releasedatum | PEGI | ACB |
| ------------------------------------------------------- | ------------------ | --------------- | --------------- | ---- | --- |
| Gaplus                                                  | Bandai Namco Games | 25-03-2009      | 25-03-2009      | 3    | G   |
| Mappy                                                   | Bandai Namco Games | 25-03-2009      | 25-03-2009      | 3    | G   |
| Star Force                                              | Tecmo              | 25-03-2009      | 25-03-2009      | 7    | G   |
| The Tower of Druaga                                     | Bandai Namco Games | 25-03-2009      | 25-03-2009      | 3    | G   |
| Space Harrier (800 Nintendo punten)                     | Sega               | 29-05-2009      | 29-05-2009      | 7    | G   |
| Altered Beast (900 Nintendo punten)                     | Sega               | 26-06-2009      | 26-06-2009      | 7    | PG  |
| Rygar (600 Nintendo punten)                             | Tecmo              | 11-09-2009      | 11-09-2009      | 7    | PG  |
| Solomon's Key                                           | Tecmo              | 11-09-2009      | 11-09-2009      | 7    | G   |
| Golden Axe (900 Nintendo punten)                        | Sega               | 18-09-2009      | 18-09-2009      | 12   | PG  |
| Shinobi (800 Nintendo punten)                           | Sega               | 23-10-2009      | 23-10-2009      | 12   | PG  |
| Ninja Gaiden (800 Nintendo punten)                      | Tecmo              | 13-11-2009      | 13-11-2009      | 12   | PG  |
| Zaxxon                                                  | Sega               | 05-03-2010      | 05-03-2010      | 7    | G   |
| SonSon (800 Nintendo punten)                            | Capcom             | 17-12-2010      | 17-12-2010      | 7    | PG  |
| Wolf of the Battlefield: Commando (800 Nintendo punten) | Capcom             | 17-12-2010      | 17-12-2010      | 12   | G   |
| Exed Exes (800 Nintendo punten)                         | Capcom             | 07-01-2011      | 07-01-2011      | 7    | PG  |
| Ghosts 'n Goblins (800 Nintendo punten)                 | Capcom             | 07-01-2011      | 07-01-2011      | 12   | PG  |
| 1942 (800 Nintendo punten)                              | Capcom             | 21-01-2011      | 21-01-2011      | 7    | G   |
| Black Tiger (800 Nintendo punten)                       | Capcom             | 21-01-2011      | 21-01-2011      | 12   | PG  |
| Super Hang-On (900 Nintendo punten)                     | Sega               | 03-05-2012      | 03-05-2012      | 3    | G   |
| Wonder Boy in Monster Land (900 Nintendo punten)        | Sega               | 10-05-2012      | 10-05-2012      | 3    | G   |

## Commodore 64(500 Nintendo punten)
De serie hield op met bestaan in augustus 2013:
| Titel                                 | Uitgever         | EU releasedatum | AU releasedatum      | PEGI | ACB |
| ------------------------------------- | ---------------- | --------------- | -------------------- | ---- | --- |
| International Karate                  | Commodore Gaming | 28-03-2008      | Van de markt genomen | 12   | -   |
| Uridium                               | Commodore Gaming | 28-03-2008      | Van de markt genomen | 3    | -   |
| California Games                      | Commodore Gaming | 11-04-2008      | Van de markt genomen | 3    | -   |
| Impossible Mission                    | Commodore Gaming | 11-04-2008      | Van de markt genomen | 7    | -   |
| The Last Ninja                        | Commodore Gaming | 25-04-2008      | Van de markt genomen | 12   | -   |
| World Games                           | Commodore Gaming | 25-04-2008      | Van de markt genomen | 3    | -   |
| Paradroid                             | Commodore Gaming | 23-05-2008      | Van de markt genomen | 3    | -   |
| Last Ninja 2: Back with a Vengeance   | Commodore Gaming | 13-06-2008      | Van de markt genomen | 12   | -   |
| Nebulus                               | Commodore Gaming | 13-06-2008      | Van de markt genomen | 3    | -   |
| Cybernoid: The Fighting Machine       | Commodore Gaming | 27-06-2008      | Van de markt genomen | 3    | -   |
| Summer Games II                       | Commodore Gaming | 27-06-2008      | Van de markt genomen | 3    | -   |
| International Karate +                | Commodore Gaming | 25-07-2008      | Van de markt genomen | 12   | -   |
| Pitstop II                            | Commodore Gaming | 08-08-2008      | Van de markt genomen | 3    | -   |
| Boulder Dash                          | Commodore Gaming | 19-09-2008      | Van de markt genomen | 7    | -   |
| Jumpman                               | Commodore Gaming | 19-09-2008      | Van de markt genomen | 3    | -   |
| Mayhem in Monsterland                 | Commodore Gaming | 17-10-2008      | Van de markt genomen | 3    | -   |
| Impossible Mission II                 | Commodore Gaming | 12-12-2008      | Van de markt genomen | 7    | -   |
| Last Ninja 3 (delisted on 2010-02-23) | Commodore Gaming | 12-12-2008      | Van de markt genomen | 12   | -   |
| Winter Games                          | Commodore Gaming | 20-02-2009      | Van de markt genomen | 3    | -   |

## Neo Geo(900 Nintendo punten)
Er zijn 54 spellen te koop:
| Titel                                      | Uitgever      | EU releasedatum | AU releasedatum | PEGI | ACB |
| ------------------------------------------ | ------------- | --------------- | --------------- | ---- | --- |
| Fatal Fury: King of Fighters               | D4 Enterprise | 2007-10-05      | 2007-10-05      | 12   | PG  |
| World Heroes                               | D4 Enterprise | 2007-10-19      | 2007-10-19      | 12   | PG  |
| Magician Lord                              | D4 Enterprise | 2007-10-26      | 2007-10-26      | 7    | M   |
| Art of Fighting                            | D4 Enterprise | 2007-11-02      | 2007-11-02      | 12   | M   |
| Blue's Journey                             | D4 Enterprise | 2007-11-09      | 2007-11-09      | 7    | G   |
| The King of Fighters '94                   | D4 Enterprise | 2007-11-23      | 2007-11-23      | 12   | M   |
| Baseball Stars 2                           | D4 Enterprise | 2007-11-30      | 2007-11-30      | 3    | G   |
| Top Hunter: Roddy & Cathy                  | D4 Enterprise | 2007-12-14      | 2007-12-14      | 12   | G   |
| Metal Slug                                 | D4 Enterprise | 2008-05-09      | 2008-05-09      | 12   | M   |
| Burning Fight                              | D4 Enterprise | 2008-05-30      | 2008-05-30      | 12   | PG  |
| Samurai Shodown                            | D4 Enterprise | 2008-05-30      | 2008-05-30      | 12   | M   |
| Fatal Fury 2                               | D4 Enterprise | 2008-06-13      | 2008-06-13      | 12   | PG  |
| Ninja Combat                               | D4 Enterprise | 2008-06-13      | 2008-06-13      | 12   | PG  |
| King of the Monsters                       | D4 Enterprise | 2008-06-27      | 2008-06-27      | 12   | PG  |
| Art of Fighting 2                          | D4 Enterprise | 2008-07-11      | 2008-07-11      | 12   | M   |
| Ninja Commando                             | D4 Enterprise | 2008-07-11      | 2008-07-11      | 12   | PG  |
| Neo Turf Masters                           | D4 Enterprise | 2008-07-25      | 2008-07-25      | 3    | G   |
| Samurai Shodown II                         | D4 Enterprise | 2008-08-08      | 2008-08-08      | 12   | M   |
| Metal Slug 2                               | D4 Enterprise | 2008-11-28      | 2008-11-28      | 12   | M   |
| Ironclad (1000 Nintendo punten)            | D4 Enterprise | 2010-03-12      | 2010-03-12      | 7    | G   |
| Fatal Fury Special                         | D4 Enterprise | 2010-03-26      | 2010-03-26      | 12   | PG  |
| The King of Fighters '95                   | D4 Enterprise | 2010-04-30      | 2010-04-30      | 12   | M   |
| Fatal Fury 3: Road to the Final Victory    | D4 Enterprise | 2010-08-20      | 2010-08-20      | 12   | PG  |
| Samurai Shodown III                        | D4 Enterprise | 2010-09-03      | 2010-09-03      | 12   | M   |
| Street Hoop                                | D4 Enterprise | 2010-10-22      | 2010-10-22      | 3    | G   |
| Spinmaster                                 | D4 Enterprise | 2010-11-12      | 2010-11-12      | 7    | PG  |
| Karnov's Revenge                           | D4 Enterprise | 2010-12-03      | 2010-12-03      | 12   | PG  |
| Magical Drop II                            | D4 Enterprise | 2010-12-03      | 2010-12-03      | 3    | PG  |
| Magical Drop III                           | D4 Enterprise | 2011-01-14      | 2011-01-14      | 3    | PG  |
| The King of Fighters '97                   | D4 Enterprise | 2012-02-09      | 2012-02-09      | 12   | PG  |
| Samurai Shodown IV: Amakusa's Revenge      | D4 Enterprise | 2012-03-08      | 2012-03-08      | 16   | M   |
| Metal Slug 3                               | D4 Enterprise | 2012-05-24      | 2012-05-24      | 12   | M   |
| The Last Blade                             | D4 Enterprise | 2012-08-02      | 2012-08-02      | 16   | M   |
| 2020 Super Baseball                        | D4 Enterprise | 2012-08-23      | 2012-08-23      | 7    | G   |
| Real Bout Fatal Fury Special               | D4 Enterprise | 2012-09-06      | 2012-09-06      | 12   | M   |
| Metal Slug X                               | D4 Enterprise | 2012-09-13      | 2012-09-13      | 12   | M   |
| Real Bout Fatal Fury 2: The Newcomers      | D4 Enterprise | 2012-10-04      | 2012-10-04      | 12   | M   |
| World Heroes Perfect                       | D4 Enterprise | 2012-10-18      | 2012-10-18      | 16   | PG  |
| Shock Troopers                             | D4 Enterprise | 2012-11-08      | 2012-11-08      | 16   | M   |
| The King of Fighters '96                   | D4 Enterprise | 2012-11-22      | 2012-11-22      | 12   | PG  |
| The Last Blade 2                           | D4 Enterprise | 2012-12-06      | 2012-12-06      | 12   | M   |
| World Heroes 2                             | D4 Enterprise | 2012-12-27      | 2012-12-27      | 12   | PG  |
| Ninja Master's: Haō Ninpō Chō              | D4 Enterprise | 2013-01-10      | 2013-01-10      | 16   | M   |
| Sengoku 2                                  | D4 Enterprise | 2013-02-07      | 2013-02-07      | 12   | M   |
| Metal Slug 4                               | D4 Enterprise | 2013-03-07      | 2013-03-07      | 12   | M   |
| Shock Troopers: 2nd Squad                  | D4 Enterprise | 2013-04-04      | 2013-04-04      | 12   | M   |
| Real Bout Fatal Fury                       | D4 Enterprise | 2013-04-25      | 2013-04-25      | 12   | PG  |
| World Heroes 2 Jet                         | D4 Enterprise | 2013-05-09      | 2013-05-09      | 16   | PG  |
| The King of Fighters '98                   | D4 Enterprise | 2013-05-30      | 2013-05-30      | 12   | PG  |
| Art of Fighting 3: The Path of the Warrior | D4 Enterprise | 2013-06-13      | 2013-06-13      | 12   | M   |
| The King of Fighters '99                   | D4 Enterprise | 2013-07-04      | 2013-07-04      | 12   | PG  |
| Sengoku                                    | D4 Enterprise | 2013-07-25      | 2013-07-25      | 12   | M   |
| NAM-1975                                   | D4 Enterprise | 2013-08-15      | 2013-08-15      | 12   | M   |
| Sengoku 3                                  | D4 Enterprise | 2013-09-05      | 2013-09-05      | 12   | M   |

## Nintendo Entertainment System(500 Nintendo punten)
Er zijn 79 spellen te koop:
| Titel | Uitgever              | EU release datum | AU release datum | PEGI | ACB |
| --- | --------------------- | ---------------- | ---------------- | ---- | --- |
| Donkey Kong                                                                                              | Nintendo              | 2006-12-08       | 2006-12-07       | 3    | G   |
| Mario Bros.                                                                                              | Nintendo              | 2006-12-08       | 2006-12-07       | 3    | G   |
| The Legend of Zelda                                                                                      | Nintendo              | 2006-12-08       | 2006-12-07       | 7    | G   |
| Wario's Woods                                                                                            | Nintendo              | 2006-12-08       | 2006-12-07       | 3    | G   |
| Pinball                                                                                                  | Nintendo              | 2006-12-15       | 2006-12-15       | 3    | G   |
| Solomon's Key                                                                                            | Tecmo                 | 2006-12-15       | 2006-12-15       | 3    | G   |
| Urban Champion                                                                                           | Nintendo              | 2006-12-15       | 2006-12-15       | 3    | G   |
| Donkey Kong Jr.                                                                                          | Nintendo              | 2006-12-22       | 2006-12-22       | 3    | G   |
| Soccer                                                                                                   | Nintendo              | 2006-12-22       | 2006-12-22       | 3    | G   |
| Tennis                                                                                                   | Nintendo              | 2006-12-22       | 2006-12-22       | 3    | G   |
| Baseball                                                                                                 | Nintendo              | 2006-12-29       | 2006-12-29       | 3    | G   |
| Ice Hockey                                                                                               | Nintendo              | 2006-12-29       | 2006-12-29       | 7    | G   |
| Super Mario Bros.                                                                                        | Nintendo              | 2007-01-05       | 2007-01-05       | 3    | G   |
| Xevious                                                                                                  | Bandai Namco Games    | 2007-01-12       | 2007-01-12       | 7    | G   |
| Gradius                                                                                                  | Konami                | 2007-02-02       | 2007-02-02       | 7    | G   |
| Zelda II: The Adventure of Link                                                                          | Nintendo              | 2007-02-09       | 2007-02-09       | 7    | G   |
| Excitebike                                                                                               | Nintendo              | 2007-02-16       | 2007-02-16       | 3    | G   |
| Kirby's Adventure                                                                                        | Nintendo              | 2007-02-16       | 2007-02-16       | 3    | G   |
| Kid Icarus                                                                                               | Nintendo              | 2007-02-23       | 2007-02-23       | 7    | G   |
| Galaga                                                                                                   | Bandai Namco Games    | 2007-03-09       | 2007-03-09       | 3    | G   |
| Ice Climber                                                                                              | Nintendo              | 2007-03-16       | 2007-03-16       | 3    | G   |
| Teenage Mutant Ninja Turtles (uit de list gehaald op 2012-01-26)                                         | Konami                | 2007-03-16       | 2007-03-16       | 7    | G   |
| Castlevania                                                                                              | Konami                | 2007-03-23       | 2007-03-23       | 7    | G   |
| Punch-Out!!                                                                                              | Nintendo              | 2007-03-30       | 2007-03-30       | 7    | G   |
| Pac-Man                                                                                                  | Bandai Namco Games    | 2007-04-13       | 2007-04-13       | 3    | G   |
| Donkey Kong Jr. Math                                                                                     | Nintendo              | 2007-04-20       | 2007-04-20       | 3    | G   |
| Mighty Bomb Jack                                                                                         | Tecmo                 | 2007-04-27       | 2007-04-27       | 3    | G   |
| NES Open Tournament Golf                                                                                 | Nintendo              | 2007-05-11       | 2007-05-11       | 3    | G   |
| Mario & Yoshi                                                                                            | Nintendo              | 2007-05-16       | 2007-05-16       | 3    | G   |
| Mach Rider                                                                                               | Nintendo              | 2007-05-25       | 2007-05-25       | 3    | G   |
| Super Mario Bros. 2                                                                                      | Nintendo              | 2007-05-25       | 2007-05-25       | 3    | G   |
| Adventures of Lolo                                                                                       | HAL Laboratory        | 2007-06-08       | 2007-06-08       | 3    | G   |
| Balloon Fight                                                                                            | Nintendo              | 2007-06-08       | 2007-06-08       | 3    | G   |
| Mega Man                                                                                                 | Capcom                | 2007-06-22       | 2007-06-22       | 7    | G   |
| Metroid                                                                                                  | Nintendo              | 2007-07-20       | 2007-07-20       | 7    | G   |
| Lunar Pool                                                                                               | D4 Enterprise         | 2007-08-10       | 2007-08-10       | 3    | G   |
| Volleyball                                                                                               | Nintendo              | 2007-08-10       | 2007-08-10       | 3    | G   |
| Wrecking Crew                                                                                            | Nintendo              | 2007-08-24       | 2007-08-24       | 3    | G   |
| Super Mario Bros.: The Lost Levels (600 Nintendo punten, niet beschikbaar van 2007-10-01 tot 2008-08-22) | Nintendo              | 2007-09-14       | 2007-09-14       | 3    | G   |
| Ninja Gaiden (600 Nintendo punten)                                                                       | Tecmo                 | 2007-09-21       | 2007-09-21       | 7    | PG  |
| Ninja JaJaMaru-kun (600 Nintendo punten)                                                                 | Jaleco/Hamster        | 2007-09-21       | 2007-09-21       | 7    | G   |
| Probotector II: Return of the Evil Forces                                                                | Konami                | 2007-10-12       | Unreleased       | 7    | PG  |
| Castlevania II: Simon's Quest                                                                            | Konami                | 2007-10-19       | 2007-10-19       | 7    | G   |
| Super Mario Bros. 3                                                                                      | Nintendo              | 2007-11-09       | 2007-11-09       | 3    | G   |
| Double Dribble                                                                                           | Konami                | 2007-11-16       | 2007-11-16       | 3    | G   |
| Bubble Bobble                                                                                            | Taito                 | 2007-11-23       | 2007-11-23       | 3    | G   |
| Zanac | D4 Enterprise         | 2007-12-03       | 2007-12-03       |      |     |
| Mega Man 2                                                                                               | Capcom                | 2007-12-14       | 2007-12-14       | 7    | G   |
| Blades of Steel                                                                                          | Konami                | 2007-12-21       | 2007-12-21       | 3    | G   |
| Skate or Die!                                                                                            | Konami                | 2007-12-21       | 2007-12-21       | 7    | PG  |
| StarTropics                                                                                              | Nintendo              | 2008-01-11       | 2008-01-11       | 7    | G   |
| Adventures of Lolo 2                                                                                     | HAL Laboratory        | 2008-02-01       | 2008-02-01       | 3    | G   |
| Adventure Island                                                                                         | Hudson Soft           | 2008-02-22       | 2008-02-22       | 7    | G   |
| Street Gangs                                                                                             | 505 Games             | 2008-02-22       | 2008-02-22       | 7    | PG  |
| Operation Wolf                                                                                           | Taito                 | 2008-03-14       | 2008-03-14       | 12   | PG  |
| Yoshi's Cookie (uit de lijst gehaald op 2013-10-11)                                                      | Nintendo              | 2008-04-04       | 2008-04-04       | 3    | G   |
| Double Dragon                                                                                            | 505 Games             | 2008-04-25       | 2008-04-25       | 12   | PG  |
| City Connection                                                                                          | Jaleco/Hamster        | 2008-07-25       | 2008-07-25       | 3    | G   |
| Bio Miracle Bokutte Upa (600 Nintendo punten)                                                            | Konami                | 2008-08-29       | 2008-08-29       | 3    | G   |
| Dig Dug (600 Nintendo punten)                                                                            | Bandai Namco Games    | 2008-08-29       | 2008-08-29       | 3    | G   |
| Spelunker (600 Nintendo punten)                                                                          | Tozai Games           | 2008-09-05       | 2008-09-05       | 3    | G   |
| Castlevania III: Dracula's Curse                                                                         | Konami                | 2008-10-31       | 2008-10-31       | 7    | G   |
| Devil World                                                                                              | Nintendo              | 2008-10-31       | 2008-10-31       | 7    | G   |
| Ghosts 'n Goblins                                                                                        | Capcom                | 2008-10-31       | Unreleased       | 7    | G   |
| Mega Man 3                                                                                               | Capcom                | 2008-11-14       | 2008-11-14       | 7    | G   |
| Donkey Kong 3                                                                                            | Nintendo              | 2009-01-09       | 2009-01-09       | 3    | G   |
| Clu Clu Land                                                                                             | Nintendo              | 2009-03-06       | 2009-03-06       | 3    | G   |
| Zoda's Revenge: StarTropics II (600 Nintendo punten)                                                     | Nintendo              | 2009-07-10       | 2009-07-10       | 7    | G   |
| Smash Table Tennis (600 Nintendo punten)                                                                 | Nintendo              | 2009-07-17       | 2009-07-17       | 3    | G   |
| A Boy and His Blob: Trouble on Blobolonia                                                                | Majesco Entertainment | 2009-12-18       | 2009-12-18       | 3    | G   |
| Lode Runner (600 Nintendo punten)                                                                        | Hudson Soft           | 2010-03-12       | 2010-03-12       | 3    | G   |
| Milon's Secret Castle (600 Nintendo punten)                                                              | Hudson Soft           | 2010-03-19       | 2010-03-19       | 3    | G   |
| Blaster Master                                                                                           | Sunsoft               | 2010-04-09       | 2010-04-09       | 7    | G   |
| Mega Man 4                                                                                               | Capcom                | 2010-04-16       | 2010-04-16       | 7    | G   |
| Final Fantasy (600 Nintendo punten)                                                                      | Square Enix           | 2010-05-07       | 2010-05-07       | 3    | PG  |
| Ufouria: The Saga                                                                                        | Sunsoft               | 2010-07-02       | 2010-07-02       | 7    | G   |
| Shadow of the Ninja (600 Nintendo punten)                                                                | Natsume               | 2010-07-09       | 2010-07-09       | 12   | PG  |
| Faxanadu                                                                                                 | Hudson Soft           | 2010-11-26       | 2010-11-26       | 7    | G   |
| S.C.A.T. (600 Nintendo punten)                                                                           | Natsume               | 2011-02-04       | 2011-02-04       | 7    | G   |
| Adventure Island II                                                                                      | Hudson Soft           | 2011-04-15       | 2011-04-15       | 3    | G   |
| Mega Man 5                                                                                               | Capcom                | 2012-03-29       | 2012-03-29       | 7    | G   |
| Double Dragon II: The Revenge                                                                            | Aksys Games           | 2012-07-19       | 2012-07-19       | 12   | PG  |

## Nintendo 64(1000 Nintendo punten)
Er zijn 21 spellen te koop:
| Titel                                                           | Uitgever    | EU releasedatum | AU releasedatum | PEGI | ACB |
| --------------------------------------------------------------- | ----------- | --------------- | --------------- | ---- | --- |
| Super Mario 64                                                  | Nintendo    | 2006-12-08      | 2006-12-07      | 3    | G   |
| Mario Kart 64                                                   | Nintendo    | 2007-01-26      | 2007-01-26      | 3    | G   |
| The Legend of Zelda: Ocarina of Time                            | Nintendo    | 2007-02-23      | 2007-02-23      | 12   | PG  |
| Lylat Wars                                                      | Nintendo    | 2007-04-20      | 2007-04-20      | 7    | PG  |
| F-Zero X                                                        | Nintendo    | 2007-06-15      | 2007-06-15      | 3    | G   |
| Paper Mario                                                     | Nintendo    | 2007-07-13      | 2007-07-13      | 3    | G   |
| Wave Race 64                                                    | Nintendo    | 2007-08-17      | 2007-08-17      | 3    | G   |
| Sin and Punishment (1200 Nintendo punten)                       | Nintendo    | 2007-09-28      | 2007-09-28      | 12   | M   |
| Yoshi's Story                                                   | Nintendo    | 2007-10-26      | 2007-10-26      | 3    | G   |
| Pokémon Snap                                                    | Nintendo    | 2007-12-11      | 2007-12-11      | 3    | G   |
| 1080° Snowboarding                                              | Nintendo    | 2008-01-18      | 2008-01-18      | 3    | G   |
| Kirby 64: The Crystal Shards                                    | Nintendo    | 2008-03-07      | 2008-03-07      | 3    | G   |
| Cruis'n USA                                                     | Nintendo    | 2008-03-28      | 2008-03-28      | 7    | G   |
| Pokémon Puzzle League                                           | Nintendo    | 2008-05-30      | 2008-05-30      | 3    | G   |
| Mario Golf                                                      | Nintendo    | 2009-01-23      | 2009-01-23      | 3    | G   |
| The Legend of Zelda: Majora's Mask                              | Nintendo    | 2009-04-03      | 2009-04-03      | 12   | PG  |
| Super Smash Bros.                                               | Nintendo    | 2009-06-12      | 2009-06-12      | 7    | PG  |
| Ogre Battle 64: Person of Lordly Caliber (1200 Nintendo punten) | Square Enix | 2010-03-26      | 2010-03-26      | 12   | PG  |
| Mario Tennis                                                    | Nintendo    | 2010-06-18      | 2010-06-18      | 3    | G   |
| Mario Party 2                                                   | Nintendo    | 2010-12-24      | 2010-12-24      | 3    | G   |
| Bomberman Hero                                                  | Hudson Soft | 2011-03-04      | 2011-03-04      | 7    | G   |

## Sega Master System(500 Nintendo punten)
Er zijn 15 spellen te koop:
| Titel                                      | Uitgever | EU releasedatum | AU releasedatum | PEGI | ACB |
| ------------------------------------------ | -------- | --------------- | --------------- | ---- | --- |
| Fantasy Zone                               | Sega     | 2008-04-11      | 2008-04-11      | 3    | G   |
| Wonder Boy                                 | Sega     | 2008-04-11      | 2008-04-11      | 7    | G   |
| Alex Kidd in Miracle World                 | Sega     | 2008-06-13      | 2008-06-13      | 7    | G   |
| Sonic the Hedgehog                         | Sega     | 2008-09-19      | 2008-09-19      | 3    | G   |
| Space Harrier                              | Sega     | 2008-10-17      | 2008-10-17      | 7    | G   |
| Sonic the Hedgehog 2                       | Sega     | 2008-12-26      | 2008-12-26      | 3    | G   |
| Enduro Racer                               | Sega     | 2009-01-09      | 2009-01-09      | 3    | G   |
| Wonder Boy in Monster Land                 | Sega     | 2009-01-23      | 2009-01-23      | 3    | G   |
| Sonic Chaos                                | Sega     | 2009-02-06      | 2009-02-06      | 3    | G   |
| Alex Kidd: The Lost Stars                  | Sega     | 2009-04-17      | 2009-04-17      | 7    | G   |
| Secret Command                             | Sega     | 2009-04-17      | 2009-04-17      | 12   | PG  |
| Fantasy Zone II                            | Sega     | 2009-05-08      | 2009-05-08      | 7    | G   |
| Phantasy Star                              | Sega     | 2009-08-14      | 2009-08-14      | 7    | PG  |
| R-Type uit de lijst gehaald op 2011-09-30) | Sega     | 2009-09-25      | 2009-09-25      | 7    | G   |
| Wonder Boy III: The Dragon's Trap          | Sega     | 2009-10-09      | 2009-10-09      | 7    | G   |
| Alex Kidd in Shinobi World                 | Sega     | 2009-12-11      | 2009-12-11      | 12   | G   |

## Sega Mega Drive(800 Nintendo punten)
Er zijn 74 spellen te koop:
| Titel                                                 | Uitgever                | EU release datum | AU release datum | PEGI | ACB |
| ----------------------------------------------------- | ----------------------- | ---------------- | ---------------- | ---- | --- |
| Altered Beast                                         | Sega                    | 2006-12-08       | 2006-12-07       | 7    | PG  |
| Ecco the Dolphin                                      | Sega                    | 2006-12-08       | 2006-12-07       | 3    | G   |
| Golden Axe                                            | Sega                    | 2006-12-08       | 2006-12-07       | 12   | PG  |
| Sonic the Hedgehog                                    | Sega                    | 2006-12-08       | 2006-12-07       | 3    | G   |
| Columns                                               | Sega                    | 2006-12-15       | 2006-12-15       | 3    | G   |
| Dr. Robotnik's Mean Bean Machine                      | Sega                    | 2006-12-15       | 2006-12-15       | 3    | G   |
| Gunstar Heroes                                        | Sega                    | 2006-12-15       | 2006-12-15       | 3    | PG  |
| Ristar                                                | Sega                    | 2006-12-15       | 2006-12-15       | 3    | G   |
| Space Harrier II                                      | Sega                    | 2006-12-22       | 2006-12-22       | 7    | G   |
| ToeJam & Earl                                         | Sega                    | 2006-12-22       | 2006-12-22       | 3    | G   |
| Bonanza Bros.                                         | Sega                    | 2007-02-02       | 2007-02-02       | 3    | PG  |
| Comix Zone                                            | Sega                    | 2007-02-02       | 2007-02-02       | 7    | PG  |
| Gain Ground                                           | Sega                    | 2007-02-02       | 2007-02-02       | 7    | PG  |
| Bio-Hazard Battle                                     | Sega                    | 2007-03-02       | 2007-03-02       | 7    | G   |
| Streets of Rage                                       | Sega                    | 2007-03-02       | 2007-03-02       | 7    | PG  |
| Sword of Vermilion                                    | Sega                    | 2007-03-02       | 2007-03-02       | 7    | PG  |
| Sonic Spinball                                        | Sega                    | 2007-04-05       | 2007-04-05       | 3    | G   |
| The Story of Thor                                     | Sega                    | 2007-04-05       | 2007-04-05       | 7    | PG  |
| Vectorman                                             | Sega                    | 2007-04-05       | 2007-04-05       | 7    | PG  |
| Alex Kidd in the Enchanted Castle                     | Sega                    | 2007-05-04       | 2007-05-04       | 7    | G   |
| Virtua Fighter 2                                      | Sega                    | 2007-05-04       | 2007-05-04       | 12   | M   |
| Wonder Boy in Monster World                           | Sega                    | 2007-05-04       | 2007-05-04       | 7    | G   |
| Kid Chameleon                                         | Sega                    | 2007-06-01       | 2007-06-01       | 7    | PG  |
| Streets of Rage 2                                     | Sega                    | 2007-06-01       | 2007-06-01       | 7    | PG  |
| ToeJam & Earl in Panic on Funkotron                   | Sega                    | 2007-06-01       | 2007-06-01       | 3    | G   |
| Ecco: The Tides of Time                               | Sega                    | 2007-07-06       | 2007-07-06       | 3    | G   |
| Golden Axe II                                         | Sega                    | 2007-07-06       | 2007-07-06       | 12   | PG  |
| Sonic the Hedgehog 2                                  | Sega                    | 2007-07-06       | 2007-07-06       | 3    | G   |
| Dynamite Headdy                                       | Sega                    | 2007-08-03       | 2007-08-03       | 3    | G   |
| Shining Force                                         | Sega                    | 2007-08-03       | 2007-08-03       | 7    | PG  |
| Shinobi III: Return of the Ninja Master               | Sega                    | 2007-08-03       | 2007-08-03       | 12   | PG  |
| Crack Down                                            | Sega                    | 2007-09-07       | 2007-09-07       | 7    | PG  |
| ESWAT: City Under Siege                               | Sega                    | 2007-09-07       | 2007-09-07       | 7    | PG  |
| Ghouls 'n Ghosts                                      | Capcom                  | 2007-09-07       | 2007-09-07       | 7    | PG  |
| Shining in the Darkness                               | Sega                    | 2007-09-07       | 2007-09-07       | 7    | PG  |
| Sonic the Hedgehog 3                                  | Sega                    | 2007-09-07       | 2007-09-07       | 3    | G   |
| Golden Axe III                                        | Sega                    | 2007-10-05       | 2007-10-05       | 12   | PG  |
| Landstalker: The Treasures of King Nole               | Sega                    | 2007-10-05       | 2007-10-05       | 7    | G   |
| Streets of Rage 3                                     | Sega                    | 2007-10-05       | 2007-10-05       | 7    | PG  |
| Super Thunder Blade                                   | Sega                    | 2007-10-05       | 2007-10-05       | 3    | PG  |
| Alien Soldier                                         | Sega                    | 2007-11-02       | 2007-11-02       | 7    | PG  |
| Sonic 3D: Flickies' Island                            | Sega                    | 2007-11-02       | 2007-11-02       | 3    | G   |
| Light Crusader                                        | Sega                    | 2007-12-07       | 2007-12-07       | 12   | PG  |
| Rolling Thunder 2                                     | Sega                    | 2007-12-07       | 2007-12-07       | 12   | PG  |
| Alien Storm                                           | Sega                    | 2008-01-11       | 2008-01-11       | 7    | PG  |
| Eternal Champions                                     | Sega                    | 2008-02-15       | 2008-02-15       | 18   | M   |
| Phantasy Star II                                      | Sega                    | 2008-02-15       | 2008-02-15       | 7    | PG  |
| Mega Turrican                                         | Sega                    | 2008-03-21       | 2008-03-21       | 7    | PG  |
| Phantasy Star III: Generations of Doom                | Sega                    | 2008-04-18       | 2008-04-18       | 7    | G   |
| Columns III: Revenge of Columns (900 Nintendo punten) | Sega                    | 2008-05-02       | 2008-05-02       | 3    | G   |
| Puyo Puyo 2 (900 Nintendo punten)                     | Sega                    | 2008-05-09       | 2008-05-09       | 3    | G   |
| Gley Lancer (900 Nintendo punten)                     | Nippon Computer Systems | 2008-05-16       | 2008-05-16       | 7    | G   |
| Super Fantasy Zone                                    | Sunsoft                 | 2008-06-27       | 2008-06-27       | 7    | G   |
| Ecco Jr.                                              | Sega                    | 2008-08-08       | 2008-08-08       | 3    | G   |
| Splatterhouse 2                                       | Sega                    | 2008-08-08       | 2008-08-08       | 12   | M   |
| Earthworm Jim                                         | Interplay               | 2008-10-03       | 2008-10-03       | 7    | G   |
| Shining Force II                                      | Sega                    | 2008-10-03       | 2008-10-03       | 7    | G   |
| Street Fighter II': Special Champion Edition          | Capcom                  | 2008-10-17       | 2008-10-31       | 12   | PG  |
| Phantasy Star IV                                      | Sega                    | 2008-11-14       | 2008-11-14       | 7    | G   |
| Forgotten Worlds                                      | Capcom                  | 2008-11-28       | 2008-11-28       | 7    | G   |
| Boogerman: A Pick and Flick Adventure                 | Interplay               | 2008-12-12       | 2008-12-12       | 7    | G   |
| ClayFighter                                           | Interplay               | 2009-02-06       | 2009-02-06       | 12   | PG  |
| Wolf of the Battlefield: MERCS                        | Sega                    | 2009-02-20       | 2009-02-20       | 12   | PG  |
| Wonder Boy III: Monster Lair                          | Sega                    | 2009-03-06       | 2009-03-06       | 7    | G   |
| Galaxy Force II                                       | Sega                    | 2009-05-01       | 2009-05-01       | 7    | G   |
| Pitfall: The Mayan Adventure (delisted on 2013-12-31) | Activision              | 2009-05-15       | 2009-05-15       | 12   | G   |
| Pulseman (900 Nintendo punten)                        | Game Freak              | 2009-07-03       | 2009-07-03       | 7    | G   |
| M.U.S.H.A. (900 Nintendo punten)                      | Naxat Soft              | 2009-07-17       | 2009-07-17       | 7    | G   |
| The Revenge of Shinobi                                | Sega                    | 2009-08-07       | 2009-08-07       | 12   | M   |
| Shanghai II: Dragon's Eye (delisted on 2013-12-31)    | Activision              | 2009-11-27       | 2009-11-27       | 3    | G   |
| Earthworm Jim 2                                       | Interplay               | 2009-12-04       | 2009-12-04       | 7    | G   |
| Shadow Dancer: The Secret of Shinobi                  | Sega                    | 2010-01-08       | 2010-01-08       | 12   | PG  |
| Sonic & Knuckles                                      | Sega                    | 2010-02-12       | 2010-02-12       | 3    | G   |
| Strider                                               | Capcom                  | 2012-03-15       | 2012-03-15       | 7    | PG  |
| Super Street Fighter II: The New Challengers          | Capcom                  | 2012-04-12       | 2012-04-12       | 12   | PG  |
| Monster World IV (900 Nintendo punten)                | Sega                    | 2012-05-10       | 2012-05-10       | 7    | G   |

## Super Nintendo Entertainment System(800 Nintendo punten)
Er zijn 65 computerspellen te koop (waarvan 64 in Europa):
| Titel                                                                                                  | Uitgever                | EU releasedatum      | AU releasedatum | PEGI | ACB |
| --- | ----------------------- | -------------------- | --------------- | ---- | --- |
| Donkey Kong Country (niet beschikbaar tussen 2012-11-25 to 2014-10-30)                                 | Nintendo                | 2006-12-08           | 2006-12-07      | 3    | G   |
| F-Zero                                                                                                 | Nintendo                | 2006-12-08           | 2006-12-07      | 3    | G   |
| SimCity                                                                                                | Nintendo                | 2006-12-29           | 2006-12-29      | 3    | G   |
| Super Castlevania IV                                                                                   | Konami                  | 2006-12-29           | 2006-12-29      | 7    | PG  |
| Street Fighter II: The World Warrior                                                                   | Capcom                  | 2007-01-19           | 2007-01-19      | 12   | PG  |
| Super Probotector: Alien Rebels                                                                        | Konami                  | 2007-01-19           | 2007-01-19      | 12   | PG  |
| Super Mario World                                                                                      | Nintendo                | 2007-02-09           | 2007-02-09      | 3    | G   |
| R-Type III: The Third Lightning (uit de verkoop sinds 2012-03-31)                                      | Irem                    | 2007-02-16           | 2007-02-16      | 7    | G   |
| Super Ghouls 'n Ghosts                                                                                 | Capcom                  | 2007-03-09           | 2007-03-09      | 7    | PG  |
| The Legend of Zelda: A Link to the Past                                                                | Nintendo                | 2007-03-23           | 2007-03-23      | 7    | PG  |
| The Legend of the Mystical Ninja                                                                       | Konami                  | 2007-03-30           | 2007-03-30      | 7    | PG  |
| ActRaiser                                                                                              | Square Enix             | 2007-04-13           | 2007-04-13      | 7    | PG  |
| Final Fight                                                                                            | Capcom                  | 2007-04-27           | 2007-04-27      | 12   | PG  |
| Donkey Kong Country 2: Diddy's Kong Quest (niet beschikbaar tussen 2012-11-25 to 2014-10-30)           | Nintendo                | 2007-05-16           | 2007-05-16      | 3    | G   |
| Kirby's Dream Course                                                                                   | Nintendo                | 2007-06-29           | 2007-06-29      | 3    | G   |
| Street Fighter II' Turbo: Hyper Fighting                                                               | Capcom                  | 2007-07-20           | 2007-07-20      | 12   | PG  |
| Kirby's Ghost Trap                                                                                     | Nintendo                | 2007-07-27           | 2007-07-27      | 3    | G   |
| Breath of Fire II                                                                                      | Capcom                  | 2007-08-10           | 2007-08-10      | 7    | G   |
| Vegas Stakes                                                                                           | Nintendo                | 2007-08-31           | 2007-08-31      | 12   | PG  |
| Mario's Super Picross (900 Nintendo punten)                                                            | Nintendo                | 2007-09-14           | 2007-09-14      | 3    | G   |
| Gradius III (900 Nintendo punten)                                                                      | Konami                  | 2007-09-28           | 2007-09-28      | 7    | G   |
| Axelay                                                                                                 | Konami                  | Van de markt genomen | 2007-10-12      | 7    | G   |
| Super Metroid                                                                                          | Nintendo                | 2007-10-12           | 2007-10-12      | 7    | PG  |
| Cybernator                                                                                             | Hudson Soft             | 2007-12-07           | 2007-12-07      | 7    | PG  |
| Donkey Kong Country 3: Dixie Kong's Double Trouble! (niet beschikbaar tussen 2012-11-25 to 2014-10-30) | Nintendo                | 2007-12-25           | 2007-12-25      | 3    | G   |
| Harvest Moon                                                                                           | Marvelous Entertainment | 2008-01-04           | 2008-01-04      | 3    | G   |
| Super Street Fighter II: The New Challengers                                                           | Capcom                  | 2008-01-25           | 2008-01-25      | 12   | PG  |
| Super Turrican                                                                                         | Factor 5                | 2008-02-29           | 2008-02-29      | 7    | PG  |
| Super R-Type (uit de verkoop sinds 2012-03-31)                                                         | Irem                    | 2008-03-14           | 2008-03-14      | 7    | G   |
| Pac-Attack                                                                                             | Bandai Namco Games      | 2008-06-27           | 2008-06-27      | 3    | G   |
| Super Mario RPG: Legend of the Seven Stars (900 Nintendo punten)                                       | Nintendo                | 2008-08-22           | 2008-08-22      | 3    | G   |
| DoReMi Fantasy: Milon's DokiDoki Adventure (900 Nintendo punten)                                       | Hudson Soft             | 2008-09-05           | 2008-09-05      | 3    | G   |
| Space Invaders: The Original Game                                                                      | Taito                   | 2008-11-28           | 2008-11-28      | 3    | G   |
| Secret of Mana                                                                                         | Square Enix             | 2008-12-26           | 2008-12-26      | 7    | G   |
| Super Punch-Out!!                                                                                      | Nintendo                | 2009-03-20           | 2009-03-20      | 12   | G   |
| Ogre Battle: The March of the Black Queen (900 Nintendo punten)                                        | Square Enix             | 2009-07-03           | 2009-07-03      | 7    | PG  |
| Kirby's Dream Land 3 (900 Nintendo punten)                                                             | Nintendo                | 2009-07-24           | 2009-07-24      | 3    | G   |
| Pilotwings                                                                                             | Nintendo                | 2009-08-21           | 2009-08-21      | 7    | G   |
| Super Star Wars                                                                                        | LucasArts               | 2009-09-18           | 2009-09-18      | 7    | PG  |
| Super Star Wars: The Empire Strikes Back                                                               | LucasArts               | 2009-10-02           | 2009-10-02      | 7    | PG  |
| Final Fight 2                                                                                          | Capcom                  | 2009-10-09           | 2009-10-09      | 12   | PG  |
| Super Star Wars: Return of the Jedi                                                                    | LucasArts               | 2009-10-16           | 2009-10-16      | 7    | PG  |
| Zombies                                                                                                | LucasArts               | 2009-10-30           | 2009-10-30      | 12   | PG  |
| Street Fighter Alpha 2                                                                                 | Capcom                  | 2010-01-29           | 2010-01-29      | 12   | PG  |
| Final Fight 3                                                                                          | Capcom                  | 2010-02-05           | 2010-02-05      | 12   | PG  |
| Super Mario Kart                                                                                       | Nintendo                | 2010-04-02           | 2010-04-02      | 3    | G   |
| Indiana Jones' Greatest Adventures                                                                     | LucasArts               | 2010-04-23           | 2010-04-23      | 12   | PG  |
| Ghoul Patrol                                                                                           | LucasArts               | 2010-05-14           | 2010-05-14      | 12   | PG  |
| Kirby's Fun Pak                                                                                        | Nintendo                | 2010-05-28           | 2010-05-28      | 3    | G   |
| Final Fantasy II (900 Nintendo punten)                                                                 | Square Enix             | 2010-06-11           | 2010-06-11      | 7    | PG  |
| Aero the Acro-Bat                                                                                      | Sunsoft                 | 2010-07-23           | 2010-07-23      | 3    | G   |
| Aero the Acro-Bat 2                                                                                    | Sunsoft                 | 2010-08-06           | 2010-08-06      | 3    | G   |
| Wild Guns                                                                                              | Natsume                 | 2010-08-13           | 2010-08-13      | 12   | PG  |
| Mystic Quest Legend                                                                                    | Square Enix             | 2010-09-24           | 2010-09-24      | 7    | G   |
| Rival Turf!                                                                                            | Jaleco/Hamster          | 2010-10-08           | 2010-10-08      | 12   | PG  |
| Super E.D.F.: Earth Defense Force                                                                      | Jaleco/Hamster          | 2010-10-29           | 2010-10-29      | 7    | G   |
| Super Bonk (900 Nintendo punten)                                                                       | Hudson Soft             | 2010-12-10           | 2010-12-10      | 3    | G   |
| Natsume Championship Wrestling (900 Nintendo punten)                                                   | Natsume                 | 2011-02-18           | 2011-02-18      | 12   | PG  |
| Final Fantasy III (900 Nintendo punten)                                                                | Square Enix             | 2011-03-18           | 2011-03-18      | 7    | PG  |
| Brawl Brothers                                                                                         | Jaleco/Hamster          | 2011-04-01           | 2011-04-01      | 12   | PG  |
| The Ignition Factor (900 Nintendo punten)                                                              | Jaleco/Hamster          | 2011-04-29           | 2011-04-29      | 7    | PG  |
| Super Adventure Island                                                                                 | Hudson Soft             | 2011-05-13           | 2011-05-13      | 3    | G   |
| Chrono Trigger (900 Nintendo punten)                                                                   | Square Enix             | 2011-05-20           | 2011-05-20      | 12   | PG  |
| Super Adventure Island II                                                                              | Hudson Soft             | 2011-06-10           | 2011-06-10      | 3    | G   |
| Prince of Persia                                                                                       | Ubisoft                 | 2012-01-19           | 2012-01-19      | 12   | PG  |
| Mega Man X                                                                                             | Capcom                  | 2012-03-08           | 2012-03-08      | 7    | PG  |
| Mega Man X2                                                                                            | Capcom                  | 2012-05-31           | 2012-05-31      | 7    | PG  |

## TurboGrafx/TurboGrafx-CD(600/800 Nintendo punten)
Er zijn momenteel 58 spellen te koop:
| Titel                                                                   | Uitgever           | EU releasedatum | AU releasedatum | PEGI | ACB |
| ----------------------------------------------------------------------- | ------------------ | --------------- | --------------- | ---- | --- |
| Bomberman '93                                                           | Hudson Soft        | 2006-12-08      | 2007-07-06      | 3    | G   |
| Bonk's Adventure                                                        | Hudson Soft        | 2006-12-08      | 2007-07-06      | 3    | G   |
| Dungeon Explorer                                                        | Hudson Soft        | 2006-12-08      | 2007-07-06      | 12   | PG  |
| Super Star Soldier                                                      | Hudson Soft        | 2006-12-08      | 2007-07-06      | 7    | G   |
| Victory Run                                                             | Hudson Soft        | 2006-12-08      | 2007-07-06      | 3    | G   |
| Alien Crush                                                             | Hudson Soft        | 2006-12-15      | 2007-07-06      | 3    | G   |
| Military Madness                                                        | Hudson Soft        | 2006-12-22      | 2007-07-06      | 7    | PG  |
| R-Type (niet beschikbaar van 2012-03-31 tot 2013-09-19)                 | Hudson Soft        | 2006-12-29      | 2007-07-06      | 7    | G   |
| Motoroader                                                              | Hudson Soft        | 2007-01-05      | 2007-07-06      | 7    | G   |
| Soldier Blade                                                           | Hudson Soft        | 2007-01-26      | 2007-07-06      | 7    | G   |
| Vigilante (niet beschikbaar van 2012-03-31 tot 2013-09-19)              | Irem               | 2007-02-09      | 2007-07-06      | 12   | PG  |
| New Adventure Island                                                    | Hudson Soft        | 2007-02-16      | 2007-07-13      | 7    | G   |
| Chew Man Fu                                                             | Hudson Soft        | 2007-03-02      | 2007-07-13      | 3    | G   |
| Double Dungeons                                                         | Hudson Soft        | 2007-03-09      | 2007-07-13      | 12   | G   |
| Splatterhouse                                                           | Bandai Namco Games | 2007-03-16      | 2007-07-20      | 12   | M   |
| Dragon's Curse                                                          | Hudson Soft        | 2007-03-30      | 2007-07-20      | 7    | G   |
| Bonk's Revenge                                                          | Hudson Soft        | 2007-04-13      | 2007-07-27      | 7    | G   |
| Battle Lode Runner                                                      | Hudson Soft        | 2007-04-27      | 2007-07-27      | 3    | G   |
| Shockman                                                                | Hudson Soft        | 2007-05-04      | 2007-07-27      | 7    | G   |
| Ninja Spirit (niet beschikbaar van 2012-03-31 tot 2013-09-19)           | Irem               | 2007-05-11      | 2007-08-03      | 7    | PG  |
| Blazing Lazers                                                          | Hudson Soft        | 2007-05-25      | 2007-08-03      | 3    | G   |
| World Sports Competition                                                | Hudson Soft        | 2007-06-01      | 2007-08-03      | 3    | G   |
| Dead Moon                                                               | Natsume            | 2007-06-08      | 2007-08-03      | 7    | PG  |
| J.J. & Jeff                                                             | Hudson Soft        | 2007-06-15      | 2007-08-03      | 7    | PG  |
| China Warrior                                                           | Hudson Soft        | 2007-06-22      | 2007-08-07      | 12   | PG  |
| Bloody Wolf (uit de lijst gehaald op 2012-03-14)                        | G-mode             | 2007-06-29      | 2007-08-07      | 12   | M   |
| Dragon Spirit                                                           | Bandai Namco Games | 2007-07-06      | 2007-08-07      | 7    | G   |
| Air 'Zonk'                                                              | Hudson Soft        | 2007-07-13      | 2007-08-07      | 3    | G   |
| Silent Debuggers (uit de lijst gehaald op 2012-03-14)                   | G-mode             | 2007-07-20      | 2007-07-20      | 7    | PG  |
| Devil's Crush                                                           | Hudson Soft        | 2007-07-27      | 2007-08-10      | 7    | PG  |
| Drop Off (uit de lijst gehaald op 2012-03-14)                           | G-mode             | 2007-08-03      | 2007-08-17      | 3    | G   |
| Galaga '90                                                              | Bandai Namco Games | 2007-08-10      | 2007-08-17      | 7    | G   |
| Cratermaze                                                              | Hudson Soft        | 2007-08-17      | 2007-08-17      | 3    | G   |
| Neutopia                                                                | Hudson Soft        | 2007-08-24      | 2007-08-24      | 7    | PG  |
| Bonk 3: Bonk's Big Adventure                                            | Hudson Soft        | 2007-08-31      | 2007-08-31      | 7    | G   |
| Neutopia II                                                             | Hudson Soft        | 2007-09-14      | 2007-09-14      | 7    | PG  |
| World Class Baseball                                                    | Hudson Soft        | 2007-09-21      | 2007-09-21      | 3    | G   |
| Legend of Hero Tonma (niet beschikbaar sinds 2012-03-31 tot 2013-09-19) | Irem               | 2007-09-28      | 2007-09-28      | 7    | PG  |
| Gate of Thunder (800 Nintendo punten)                                   | Hudson Soft        | 2007-10-19      | 2007-10-19      | 7    | G   |
| Super Air Zonk (800 Nintendo punten)                                    | Hudson Soft        | 2007-10-26      | 2007-10-26      | 7    | G   |
| Samurai Ghost                                                           | Bandai Namco Games | 2007-11-02      | 2007-11-02      | 12   | PG  |
| Power Golf                                                              | Hudson Soft        | 2007-11-09      | 2007-11-09      | 3    | G   |
| The Dynastic Hero (800 Nintendo punten)                                 | Hudson Soft        | 2007-11-30      | 2007-11-30      | 7    | G   |
| Monster Lair (800 Nintendo punten)                                      | Hudson Soft        | 2007-12-21      | 2007-12-21      | 7    | G   |
| Riot Zone (800 Nintendo punten)                                         | Hudson Soft        | 2008-01-18      | 2008-01-18      | 12   | PG  |
| Lords of Thunder (800 Nintendo punten)                                  | Hudson Soft        | 2008-02-08      | 2008-02-08      | 7    | PG  |
| Psychosis                                                               | Naxat Soft         | 2008-02-29      | 2008-02-29      | 7    | G   |
| Final Soldier (700 Nintendo punten)                                     | Hudson Soft        | 2008-05-02      | 2008-05-02      | 7    | G   |
| Gradius II: Gofer no Yabou (900 Nintendo punten)                        | Konami             | 2008-05-02      | 2008-05-02      | 7    | G   |
| Break In (700 Nintendo punten)                                          | Naxat Soft         | 2008-05-09      | 2008-05-09      | 3    | G   |
| Cho Aniki (900 Nintendo punten)                                         | Hudson Soft        | 2008-05-09      | 2008-05-09      | 7    | PG  |
| Digital Champ: Battle Boxing (700 Nintendo punten)                      | Naxat Soft         | 2008-05-16      | 2008-05-16      | 12   | PG  |
| Star Parodier (900 Nintendo punten)                                     | Hudson Soft        | 2008-05-16      | 2008-05-16      | 7    | G   |
| Chase H.Q.                                                              | Taito              | 2008-09-05      | 2008-09-05      | 3    | G   |
| Ys Book I & II (800 Nintendo punten)                                    | Nihon Falcom       | 2008-09-05      | 2008-09-05      | 7    | G   |
| SimEarth: The Living Planet (800 Nintendo punten)                       | Hudson Soft        | 2009-06-26      | 2009-06-26      | 7    | G   |
| Bomberman '94 (700 Nintendo punten)                                     | Hudson Soft        | 2009-07-10      | 2009-07-10      | 3    | G   |
| Detana!! TwinBee (700 Nintendo punten)                                  | Konami             | 2009-07-24      | 2009-07-24      | 7    | G   |
| Fighting Street (800 Nintendo punten)                                   | Capcom             | 2009-11-06      | 2009-11-06      | 12   | PG  |
| Street Fighter II': Champion Edition (700 Nintendo punten)              | Capcom             | 2009-12-18      | 2009-12-18      | 12   | PG  |
| Castlevania: Rondo of Blood (900 Nintendo punten)                       | Konami             | 2010-03-19      | 2010-03-19      | 12   | M   |